# Gunung Parang
Gunung Parang is een bestuurslaag in het regentschap Kota Sukabumi van de provincie West-Java, Indonesië. Gunung Parang telt 4291 inwoners (volkstelling 2010).